# Chelonus turgidus
Chelonus turgidus är en stekelart som först beskrevs av Vladimir Ivanovich Tobias 1994.  Chelonus turgidus ingår i släktet Chelonus och familjen bracksteklar. Inga underarter finns listade i Catalogue of Life.